# Rallé
Rallé est une localité située dans le département de Séguénéga de la province du Yatenga dans la région Nord au Burkina Faso.

## Géographie
Rallé se trouve à 5 km au nord-est du centre de Séguénéga, le chef-lieu du département, et à 60 km au sud-est de Ouahigouya. 

## Économie
L'agriculture maraichère et vivrière est la principale activité du village, permise par les eaux du lac de barrage de Séguénéga qui provoque cependant de fréquentes inondations dans le secteur lors de la saison des pluies en raison de ses débordements.

## Santé et éducation
Les centres de soins les plus proches de Rallé sont le centre de santé et de promotion sociale (CSPS) et le centre médical avec antenne chirurgicale (CMA) de Séguénéga.
Le village possède une école primaire publique.